# Amine Linganzi
Amine Linganzi Koumba (ur. 16 listopada 1989 w Algierze) – kongijski piłkarz grający na pozycji napastnika.

## Kariera
Urodził się jako syn kongijskich emigrantów. W dzieciństwie wyjechał do Francji, osiedlając się w Aix-en-Provence. W wieku 13 lat rozpoczął grę dla ekipy FC Vitrolles, aby w 2004 przenieść się do zespołu juniorskiego AS Cannes. W 2006 ostatecznie trafił do zespołu AS Saint-Étienne, grając głównie w zespołach młodzieżowych oraz rezerwowych.
Debiut w juniorskiej drużynie miał miejsce 28 września 2008 w meczu Ligue 1 przeciwko Girondins Bordeaux. Linganzi zastąpił wówczas w 64 minucie meczu Geoffreya Dernisa.
W styczniu 2010 przeniósł się do angielskiego Blackburn Rovers. Pozostał zawodnikiem tego klubu przez trzy kolejne lata, z krótką przerwą na wypożyczenie do Preston North End.